# Pseudolasius isabellae
Pseudolasius isabellae är en myrart som beskrevs av Auguste-Henri Forel 1908. Pseudolasius isabellae ingår i släktet Pseudolasius och familjen myror.

## Underarter
Arten delas in i följande underarter:
- P. i. isabellae
- P. i. simaluranus